# Gransjön (Svanskogs socken, Värmland)
Gransjön är en sjö i Säffle kommun i Värmland och ingår i Göta älvs huvudavrinningsområde. Sjön är 18 meter djup, har en yta på 0,897 kvadratkilometer och är belägen 79 meter över havet.

## Delavrinningsområde
Gransjön ingår i det delavrinningsområde (656322-131656) som SMHI kallar för Utloppet av Gransjön. Medelhöjden är 122 meter över havet och ytan är 9,33 kvadratkilometer. Det finns inga avrinningsområden uppströms utan avrinningsområdet är högsta punkten. Vattendraget som avvattnar avrinningsområdet har biflödesordning 4, vilket innebär att vattnet flödar genom totalt 4 vattendrag innan det når havet efter 251 kilometer. Avrinningsområdet består mestadels av skog (64 procent) och öppen mark (10 procent). Avrinningsområdet har 0,9 kvadratkilometer vattenytor vilket ger det en sjöprocent på 9,6 procent.